# Shegetz
Shegetz (שייגעץ ou em hebraico שֵׁיְגֶּץ, Romanizações alternativas incluem Shaygetz, sheigetz, shaigetz, sheygets; o plural é שקאצים ,shkotzim, shgatzim) é uma palavra iídiche que entrou para o Inglês e refere-se a um rapaz não-judeu ou um jovem. Embora shegetz, como shiksa (sua contraparte feminina), venha do hebraico sheketz ("detestável", "detestado", "defeituoso") e traduzido literalmente como "canalha", "canalha" ou verme ", sua gama de conotações pejorativas podem variar do leve ao grave, dependendo do contexto.

## Uso na Europa Oriental
Antigamente, era prática comum os judeus da Europa Oriental que foram perseguidos por jovens anti-semitas rotularem os seus algozes como shkotzim. Nacham Grossbard de Haifa, escrito no livro Memorial para a Comunidade de Ciechanów (1962), relatou essas lembranças de seus primeiros anos na Polónia: 
"No final da partida, logo  após o apito, nós meninos judeus corremos tão rápido quanto possível,todos para o caminho de casa para não sermos atingidos por pedradas ou sermos atropelados pelos shkotzim (meninos não-judeus)".

## Uso atual
Nos últimos anos, nos Estados Unidos e em outros países que falam Inglês com grandes populações de bilíngües iídiche-Inglês, a palavra tem ressurgido, mas perdeu muito de sua ligação com a etimologia original de imundície e desumanidade. 
Embora shegetz ainda possa ser usado depreciativamente, tornou-se mais uma referência à modo de vida despreocupado dos jovens que trocaram o conjunto de "valores judaicos" por outros mundanos,tornando difícil de distingui-los de seus vizinhos não-judeus. Como muitas palavras em iídiche aplicadas para designar as pessoas não-judias, há uma mistura de despeito e admiração a ela ligada. Um exemplo clássico dessa ambivalência aparece na Reclamação de Phillip Roth Portnoy, em que o narrador ataca os shkotzim por meio das falhas estereotipadas dos WASP de serem cruéis, arrogantes, insensíveis, e com uma ligeira tendência para o alcoolismo. Em outras passagens do mesmo livro, no entanto, o narrador fica frustrado com as expectativas sociais de ser um gentil, bom rapaz judeu erudito e claramente inveja do atletismo e auto-confiança dos shkotzim.

## Entre Judeus
Quando um judeu chama um outro judeu de shegetz, muitas vezes é uma condenação de comportamento ou de um estilo de vida que o falante não considera judaico o bastante. Alguns judeus religiosos descontentes rotulam-se shkotzim em um retrato irônico da palavra, da mesma maneira que os afro-americanos , segundo alguns, ter recuperado a calúnia "nigger" de racistas. O blog chassídico do Reino Unido "A Shaigetz" é um exemplo notável.
O termo tem desfrutado de menos uso em Inglês do que o seu par feminino shiksa, o que pode levar particularmente a uma forte conotação de libertinagem e promiscuidade. No entanto, todas as ressalvas acima se aplicam também ao uso de shiksa.